# FAR Rabat
AS FAR Rabat (Arabisch: نادي الجيش الملكي Nadi Jaysh El Malaki) is een Marokkaanse voetbalclub uit de hoofdstad Rabat. Het behoort samen met Raja Casablanca en Wydad Casablanca tot de traditionele top drie van Marokko.
AS FAR Rabat komt uit in de Botola Pro. Sinds haar oprichting in 1958 heeft AS FAR Rabat alleen het eerste jaar van haar bestaan niet in de hoogste divisie gespeeld.
De voetbalclub kent sinds 2005 een harde kern van supporters, genaamd Ultras Askary Rabat (UAR).

## Erelijst
| Competitie            | Aantal | Jaren                                                                        |
| --------------------- | ------ | ---------------------------------------------------------------------------- |
| Nationaal             |        |                                                                              |
| Botola Pro            | 13x    | 1961, 1962, 1963, 1964, 1967, 1968, 1970, 1984, 1987, 1989, 2005, 2008, 2023 |
| Botola 2              | 1x     | 1959                                                                         |
| Moroccan Throne Cup   | 12x    | 1959, 1971, 1984, 1985, 1986, 1999, 2003, 2004, 2007, 2008, 2009, 2020       |
| Moroccan Super Cup    | 4x     | 1959, 1961, 1962, 1963                                                       |
| Internationaal        |        |                                                                              |
| CAF Champions League  | 1x     | 1985                                                                         |
| CAF Confederation Cup | 1x     | 2005                                                                         |

## Bekende (oud-)spelers
- Rachid Farssi
- Ilias Haddad
- Issam Erraki
- Soufiane Alloudi

## Bekende (oud-)trainers
- Sabino Barinaga
- Mircea Dridea
- Alain Giresse
- Henri Stambouli
- Walter Meeuws